# Domingo de Ramos
Domingo de Ramos, ou ainda Domingo da Paixão do Senhor, é uma festa móvel cristã celebrada no domingo antecessor da Páscoa. A festa comemora a entrada triunfal de Jesus em Jerusalém, um evento da vida de Jesus mencionado nos quatro evangelhos canônicos. Seu nome se origina dos ramos de palmeira acenados pela multidão para saudar e honrar Jesus Cristo quando Ele entrou na cidade. O Domingo de Ramos marca o primeiro dia da Semana Santa; no cristianismo ocidental, este é o início da última semana da temporada solene da Quaresma, precedendo a Páscoa, enquanto no cristianismo oriental, a Semana Santa começa após a conclusão da Grande Quaresma.
Na Igreja Católica (e em algumas denominações protestantes), o Domingo de Ramos é conhecido pela distribuição de folhas de palmeiras, oliveiras ou salgueiros para os fiéis reunidos na igreja. Em lugares onde é difícil consegui-las por causa do clima, ramos de diversas árvores são utilizados.

## Narrativa bíblica e simbolismos
Nos relatos evangélicos, a entrada triunfal de Jesus ocorre por volta de uma semana antes de sua ressurreição.
De acordo com eles, Jesus chegou montado em um jumento em Jerusalém e o povo, festivo, lançou seus mantos à sua frente, assim como pequenos ramos de árvores. A multidão cantou parte de um salmo (Salmos 118:25–26) — "Salva-nos agora, te pedimos, ó Javé; Ó Javé, envia-nos agora a prosperidade. Bendito seja aquele que vem em nome de Javé, Da casa de Javé vos abençoamos".
O simbolismo do jumento pode ser uma referência à tradição oriental de que este é um animal da paz, ao contrário do cavalo, que seria um animal de guerra. Segundo esta tradição, um rei chegava montado num cavalo quando queria a guerra e num jumento quando procurava a paz. Portanto, a entrada de Jesus em Jerusalém simbolizaria sua entrada como um "príncipe da paz" e não um rei guerreiro.

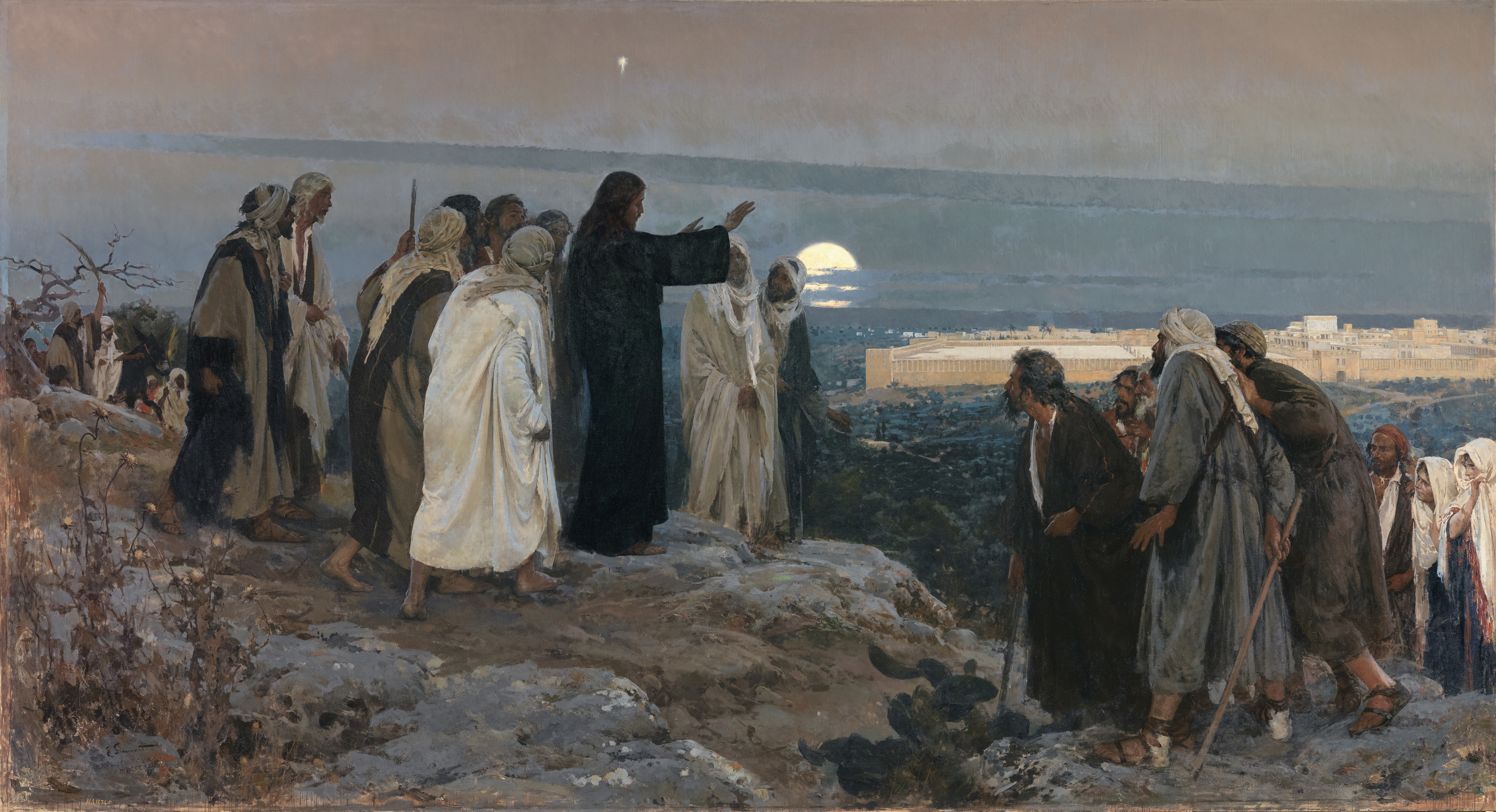
Flevit super illam.
1892. Óleo sobre tela por Enrique Simonet (Museu do Prado, Madrid, Espanha).

Em Lucas 19:41, conforme Jesus se aproxima de Jerusalém, ele olha para a cidade e chora por ela (no evento conhecido como em latim: Flevit super illam), já prevendo o sofrimento a que passará a cidade.

Em muitos lugares no Oriente Próximo antigo, era costumeiro cobrir de alguma forma o caminho à frente de alguém que merecesse grandes honras. A Bíblia hebraica (II Reis 9:13) relatam que Jeú, filho de Josafá, recebeu este tratamento. Tanto nos evangelhos sinóticos quanto o Evangelho de João reportam que a multidão conferiu a Jesus esta honraria. Porém, nos sinóticos, o povo aparece lançando suas vestes e juncos cortados na rua, enquanto que em João, mais especificamente, menciona ramos de palmeira. Estes eram símbolos de triunfo e vitória na tradição judaica e aparecem em outros lugares da Bíblia (Levítico 23:40 e Apocalipse 7:9, por ex.). Por causa disto, a cena do povo recebendo Jesus com as palmas e cobrindo seu caminho com elas e com suas vestes se torna simbólica e importante.

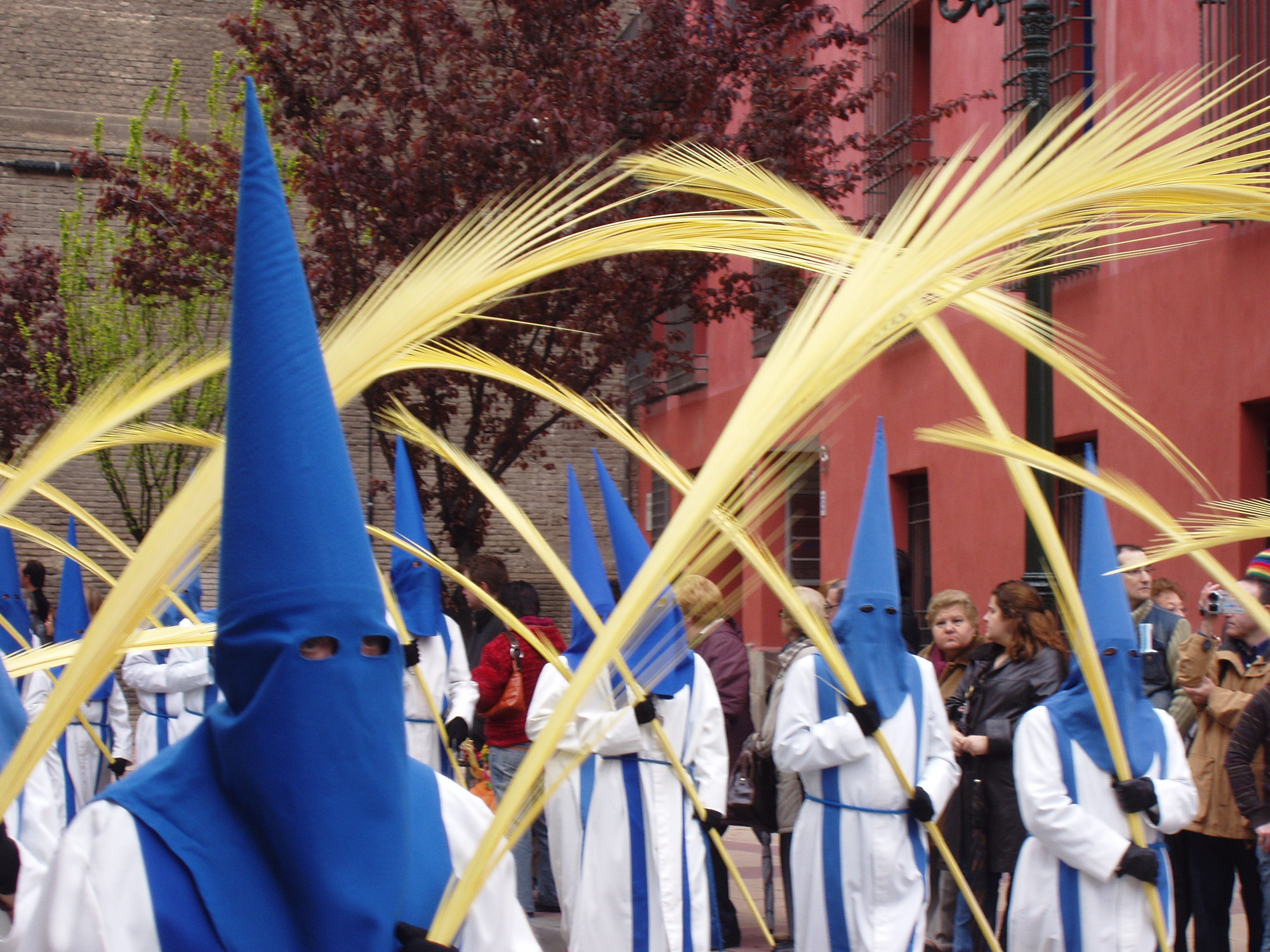
Domingo de Ramos em Saragoça, Espanha.

## Liturgia

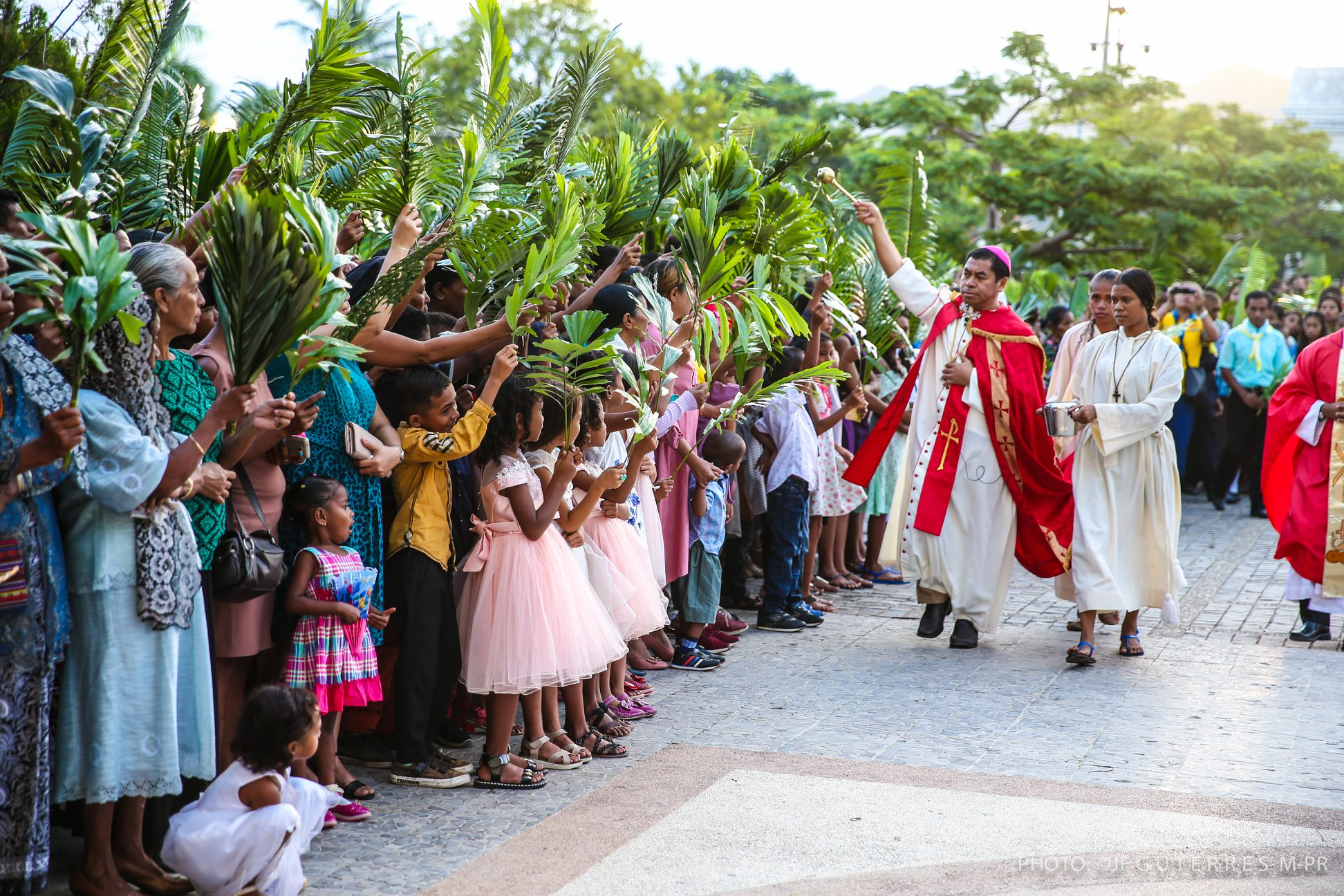
Domingo de Ramos em Timor-Leste

### Ocidente
A celebração do Domingo de Ramos começa em uma capela ou igreja afastada de onde será rezada a Missa. Os ramos que os fiéis levam consigo são abençoados pelo sacerdote. Então, este proclama o Evangelho da entrada de Jesus em Jerusalém, e inicia-se a procissão com algumas orações próprias da festa, rumo à igreja principal ou matriz. Nesta procissão, canta-se o solene canto chamado "Hino ao Cristo Redentor": 
Glória, louvor, honra a ti, ó Cristo Rei, redentor. Sobe a ti piedoso hosana, dos pequenos o clamor! 
De Israel rei esperado: de Davi ilustre filho; o Senhor é que te envia, ouve pois nosso estribilho. Todos juntos te celebram, quer na terra ou nas alturas; cantam todos teus louvores, anjos, homens, criaturas. Veio a ti o povo hebreu, com seus ramos, suas palmas; também hoje te trazemos nossos hinos, nossas almas. Festejam a tua entrada, que ao Calvário conduzia; mas agora que tu reinas maior é nossa alegria. Agradaram-te os seus hinos, nossos hinos igualmente; o que é bom tu sempre acolhes, Rei bondoso, Rei clemente. 
Em algumas cidades como Ouro Preto, Pirenópolis, Resende Costa e São João Del Rei, esta procissão é acompanhada de banda de música. Ao chegar onde será celebrada a missa solene, a festa muda de caráter, passando a celebrar a Paixão de Cristo. É narrado o Evangelho da Paixão, e segue a Liturgia Eucarística como de costume.

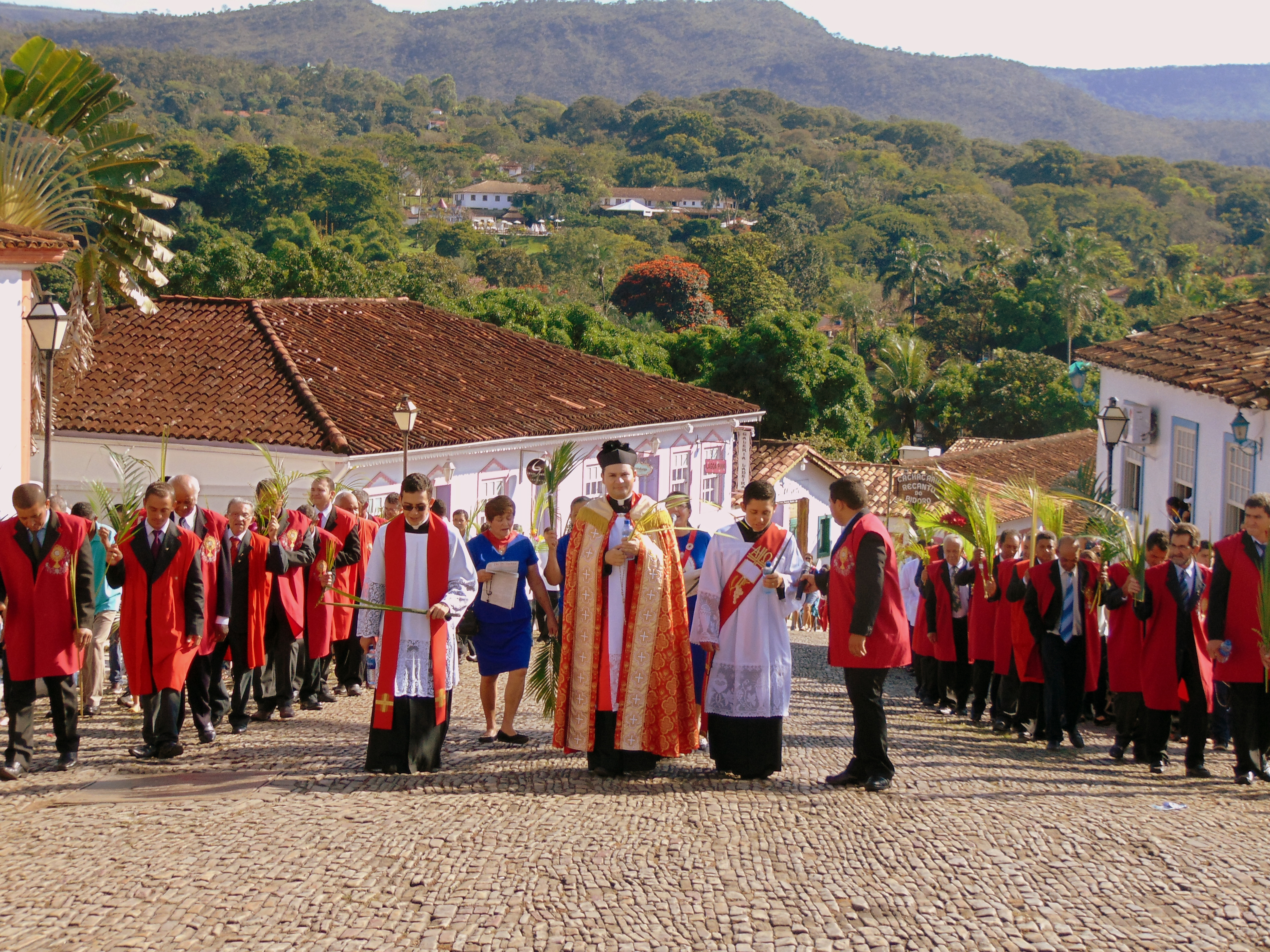
Procissão de Ramos em Pirenópolis, celebração realizada na localidade desde 1728 pela Irmandade do Santíssimo Sacramento de Pirenópolis.

O sentido da festa do Domingo de Ramos tratar tanto da entrada triunfal de Cristo em Jerusalém, e depois recordar sua Paixão, é que essas duas datas estão intensamente unidas. A Igreja recorda que o mesmo Cristo que foi aclamado como rei pela multidão no domingo, é crucificado sob o pedido da mesma multidão na sexta. Assim, o Domingo de Ramos é um resumo dos acontecimentos da Semana Santa e também sua solene abertura.
Em muitas igrejas, as folhas de palmeira são guardadas para serem queimadas na Quarta-feira de Cinzas do ano seguinte.  
Em algumas regiões não há palmeiras, pelo que são utilizados os ramos de outras árvores, tais como o loureiro ou a oliveira. 
A Igreja Católica considera as folhas abençoadas como sagradas.

### Oriente
Na Igreja Ortodoxa, o Domingo de Ramos é geralmente chamado de "Entrada do Senhor em Jerusalém" e é uma das Doze Grandes Festas do ano litúrgico, além de marcar o início da Semana Santa. O dia anterior é conhecido como Sábado de Lázaro e comemora a ressurreição de Lázaro. Ao contrário do ocidente, o Domingo de Ramos não é considerado como parte da Quaresma, com a chamada Grande Quaresma ortodoxa terminando na sexta anterior. O Sábado de Lázaro, Domingo de Ramos e a Semana Santa são considerados como um período separado de jejuns. No sábado, os fiéis geralmente preparam as folhas de palmeira trançando-as na forma de cruzes antes da procissão no domingo. A decoração das igrejas e as vestimentas dos sacerdotes são alteradas para uma cor festiva — dourado na tradição grega e verde nas eslavas.
O Tropário da festa indica que a ressurreição de Lázaro é uma versão anterior da ressurreição do próprio Jesus.
Não há nenhum requisito canônico sobre que tipo de ramo deve ser usado e, por isso, alguns ortodoxos se utilizam de oliveiras ou ramos de salgueiros. Seja qual for o tipo, estes ramos são abençoados e distribuídos com velas seja durante a Vigília da Noite Inteira na véspera da festa (sábado à noite) ou antes da Divina Liturgia no domingo de manhã. A grande abertura da Divina Liturgia comemora a "Entrada do Senhor em Jerusalém" e, assim, a significância do momento é sublinhada no Domingo de Ramos pela multidão de pé, segurando os ramos e as velas acesas. Os fiéis levam depois os ramos e velas para casa após o serviço religioso e os preservam como "bençãos".
Na Rússia, procissões eram realizadas em diversas cidades, principalmente em Novigorode, entre 1558 e 1693, em Moscou. Ela aparecia de forma proeminente no relato de testemunhas e era mencionada nos mapas ocidentais contemporâneos. O patriarca de Moscou, representando Cristo, montava num "jumento" (um cavalo vestido com panos brancos na realidade); o Czar da Rússia humildemente liderava a procissão a pé. Originalmente, as procissões em Moscou começavam dentro do Kremlin e terminavam na Igreja da Trindade, atualmente conhecida como Catedral de São Basílio, mas, em 1658, o patriarca Nikon inverteu a ordem da procissão. Pedro I, como parte da nacionalização da igreja, acabou com o costume, com tentativas de recriação aparecendo novamente no século XXI.
Nas Igrejas ortodoxas orientais, as folhas de palmeira são distribuídas na frente da igreja, nas escadarias e os santuários são todos decorados com flores. A congregação então realiza a procissão através da igreja e fora dela.